# Kerekes Attila
Kerekes Attila (Budapest, 1954. április 4. –) magyar labdarúgó, hátvéd. Édesapja, Kerekes Imre, labdarúgóedző.

## Klubcsapatokban
1974-től szerepelt a magyar első osztályban a Békéscsabai Előre Spartacus tagjaként, ahol az együttes egyik legmeghatározóbb játékosa volt. Jó felépítésű, nagyon kemény védő volt, népszerű játékos a Viharsarokban. Magyarországon csak a békéscsabai csapatban játszott. Legjobb eredményei egy hatodik hely a bajnokságban (1984/1985) és két MNK-elődöntő (1981/1982), (1982/1983). Két évet játszott a török bajnokságban, majd a pályafutását az osztrák alsóbb osztályban fejezte be.

## A válogatottban
A magyar válogatottban 15 alkalommal szerepelt 1976 és 1983 között. Az 1982-es spanyolországi világbajnokságon szereplő csapat tagja.

## Statisztika

### Mérkőzései a válogatottban
| Magyarország | Magyarország         | Magyarország                       | Magyarország  | Magyarország | Magyarország  | Magyarország  | Magyarország | Magyarország |
| #            | Dátum                | Helyszín                           | Hazai         | Eredmény     | Vendég        | Kiírás        | Gólok        | Esemény      |
| ------------ | -------------------- | ---------------------------------- | ------------- | ------------ | ------------- | ------------- | ------------ | ------------ |
| 1.           | 1976. április 30.    | Lausanne, Olimpiai Stadion         | Svájc         | 0 – 1        | Magyarország  | barátságos    | -            |              |
| 2.           | 1976. május 22.      | Budapest, Népstadion               | Magyarország  | 1 – 0        | Franciaország | barátságos    | -            |              |
| 3.           | 1976. május 26.      | Budapest, Népstadion               | Magyarország  | 1 – 1        | Szovjetunió   | barátságos    | -            |              |
| 4.           | 1977. február 22.    | Puebla                             | Mexikó        | 1 – 1        | Magyarország  | barátságos    | -            |              |
| 5.           | 1977. február 27.    | Buenos Aires, Boca Juniors Stadion | Argentína     | 5 – 1        | Magyarország  | barátságos    | -            |              |
| 6.           | 1980. október 8.     | Bécs, Práter stadion               | Ausztria      | 3 – 1        | Magyarország  | barátságos    | -            |              |
| 7.           | 1980. november 19.   | Halle, Kurt-Wabbel-Stadion         | NDK           | 2 – 0        | Magyarország  | barátságos    | -            |              |
| 8.           | 1981. május 20.      | Oslo, Ullevaal Stadion             | Norvégia      | 1 – 2        | Magyarország  | vb-selejtező  | -            |              |
| 9.           | 1981. október 14.    | Budapest, Népstadion               | Magyarország  | 3 – 0        | Svájc         | vb-selejtező  | -            |              |
| 10.          | 1982. április 18.    | Budapest, Népstadion               | Magyarország  | 1 – 2        | Peru          | barátságos    | -            |              |
| 11.          | 1982. június 22.     | Elche, Nueva Estadio (ESP)         | Belgium       | 1 – 1        | Magyarország  | vb-csoportkör | -            |              |
| 12.          | 1982. szeptember 22. | Győr, Rába ETO Stadion             | Magyarország  | 5 – 0        | Törökország   | barátságos    | -            |              |
| 13.          | 1982. október 6.     | Párizs, Parc des Princes           | Franciaország | 1 – 0        | Magyarország  | barátságos    | -            |              |
| 14.          | 1983. március 27.    | Luxembourg                         | Luxemburg     | 2 – 6        | Magyarország  | Eb-selejtező  | -            |              |
| 15.          | 1983. április 17.    | Budapest, Népstadion               | Magyarország  | 6 – 2        | Luxemburg     | Eb-selejtező  | -            |              |
|              | Összesen             |                                    |               | 15           | mérkőzés      |               | 0            | gól          |